# Götz Werner
Götz Wolfgang Werner (Heidelberg, 1944. február 5. – 2022. február 8.) német üzletember, a dm-drogerie markt cég alapítója, a GLS Bank felügyelőbizottságának tagja, író, antropozófus.

## Élete
Harmadik generációs drogériás családban nőtt fel, öten voltak testvérek.
1973-ban Günter Lehmannal együtt megalapította a dm-drogerie markt illatszer-üzlethálózatot, egy bolttal, Karlsruheban. Pár év múlva Európa szinte minden országában – 1993-tól Magyarországon is – működik dm-üzlet. Saját márkájú termékcsaládja környezetbarát anyagokat tartalmaz, a fenntartható fejlődés érdekében.
A GLS Bank – melynek Werner felügyelőbizottsági tagja – az első olyan pénzintézet Európában, amely nem nyereség-orientált (nonprofit) intézmény, a tulajdonosok nem részesülnek osztalékban; ezenkívül a bank kulturális, etikai és ökológiai kezdeményezéseket is támogat.
Götz Werner egy újnak tűnő gazdasági-filozófiai alapkérdést is feszeget: a minden felnőtt állampolgár számára munka nélkül járó alapjövedelem kérdését.
Werner felesége Beatrice, 7 gyermekük van, mindegyikük Waldorf-iskolában tanult.